# 维尔莫斯·齐格蒙德

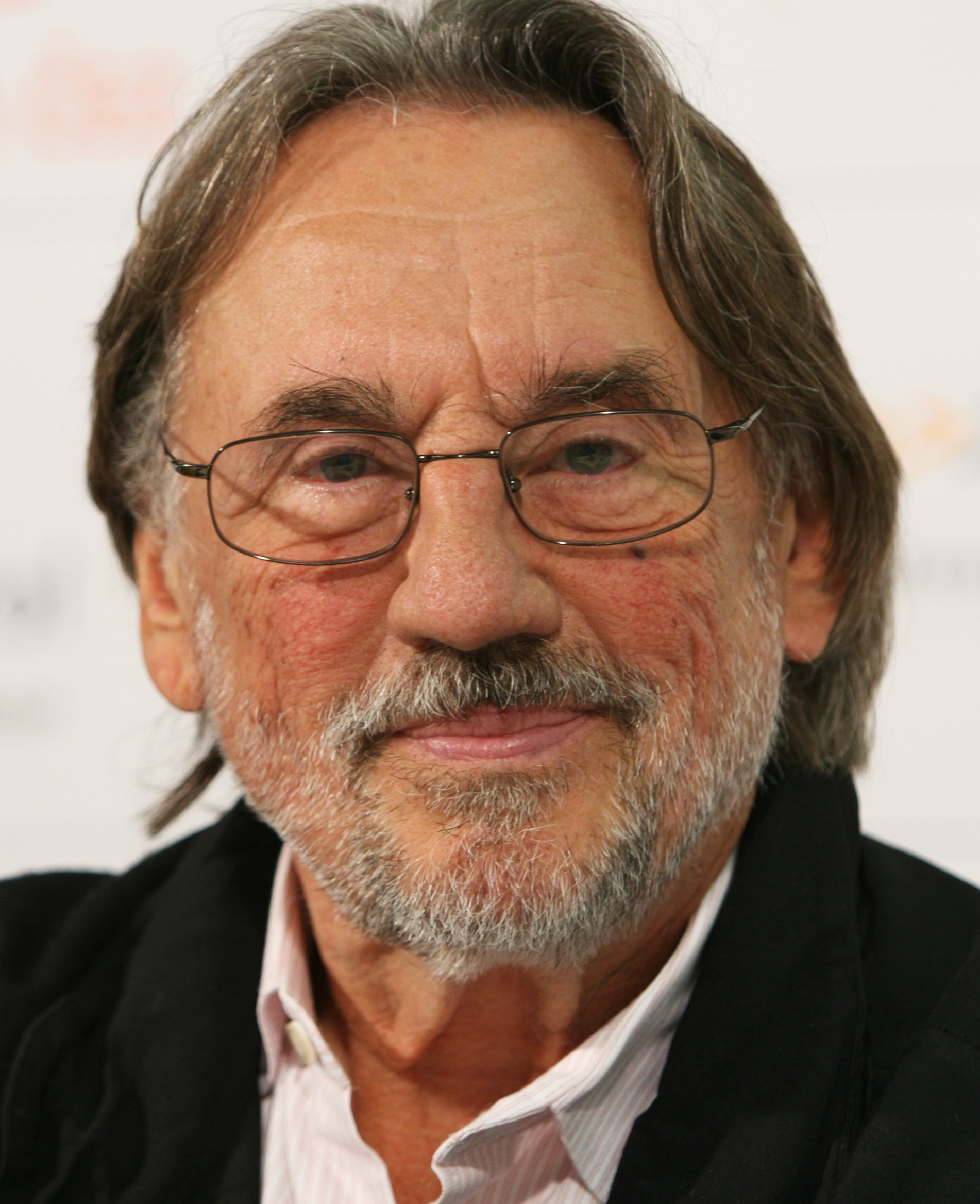
维尔莫斯·齐格蒙德

维尔莫斯·齐格蒙德 ( 1930年6月16日 - 2016年1月1日）是一位匈牙利裔美国攝影指導。 
他曾與勞勃·阿特曼、斯蒂芬·斯皮尔伯格、布赖恩·德帕尔马、迈克尔·西米诺和伍迪·艾伦等導演合作。 他凭借第三類接觸获得奧斯卡最佳攝影獎。 他还获得過艾美奖。 